# بنك مسقط
بنك مسقط هي شركة للخدمات المالية ومقرها سلطنة عمان.

## الملاك والمساهمين
هذا ويستحوذ البنك على حصة تبلغ (49%) في بي إم آي بنك (BMI Bank) بمملكة البحرين و حصة تبلغ (43%) في مجموعة مانغل كيشاف (Mangal Keshav Holdings) و هي إحدى شركات الأوراق المالية الرائدة بالهند، بالإضافة إلى حصة في سيلك بنك(SilkBank) بجمهورية الباكستان الإسلامية وحصة تبلغ (97%) في مسقط المالية وهي شركة إستثمار ووساطة تم تأسيسها مؤخرا ً في المملكة العربية السعودية